# Перекопівка (Роменський район)
Переко́півка — село в Україні, у Сумській області, Роменському районі. Населення становить 1124 осіб. Входить до складу Андріяшівської сільської громади. До 2020 село було центром Перекопівської сільської ради, якій підпорядковувались ще два села — Бурбине і Губське.

## Географія
Село Перекопівка знаходиться на лівому березі річки Сули, вище за течією на відстані 2,5 км розташоване село Москалівка, нижче за течією примикає село Андріяшівка, на протилежному березі — село Сурмачівка. Річка в цьому місці звивиста, утворює лимани, стариці і заболочені озера. Поруч проходять автомобільна дорога Т 1907 і залізниця, станція Перекопівка. Біля села розташований Перекопівський заказник.

## Походження назви
Л. В. Падалка у книжці «Прошлое Полтавской територіи ее заселеніе» (Полтава, 1914) пише: «Перекоповка Роменского уезда получила, вероятно, свое название за следы древнего перекопа у реки Сулы».
Існує думка, що цей перекоп сягає ще часів монголо-татарської навали. У той час він був лінією оборони від ворогів.
Легенда говорить, що село в давнину мало іншу назву — Перекопанка. Виникла вона в часи, коли в сусідніх селах лютувала холера і жителі села перекопували дороги ровами, ставили умовні позначки, що забороняли проїзд і прохід.
Сторожили розповідають, що в минулому столітті можна було почути від сусідів — жителів с. Андріяшівка: «Поїдемо в Перекопи.»
За словами старожила, нащадка козака з Дону Вакули Терещенка, Івана Юхимовича Терещенка, село одержало назву від ровів — перекопів, які копалися для боротьби із сараною, що сунула на посіви. Сарану, що потрапила «в капкан», присипали соломою, потім підпалювали її і таким чином знищували сарану. Мабуть, таким чином використовувалися старі рови.

## Місцевості села
Історично село Перекопівка складалося своєрідно.
Північно-східна частина його була основою села, а пізніше виникли Піски — його південно-західна частина. Про це свідчить той факт, що в цих обох поселеннях були свої кладовища, які збереглися донині.
Ці території розділяла річка Казірка, яка впадала в Сулу. Старожили розповідають, що на Казірці були глибокі місця, невеликі водоспади. На ній була збудований водяний млин і сукновальня.
Існує переказ, що на цьому місці 350 років тому втопилася частина вершників-козаків. Пізніше річка висохла, як і її притока — річка Тонка.
Третя частина Перекопівки — Шлях і Новоселівка — виникла значно пізніше — у XIX ст., коли було закінчено будівництво Лібаво-Роменської залізниці (1874) і її продовження від Ромна до Кременчука. Спочатку це були хутори — Шульжин і Крива Гребля, — які пізніше злилися з селом.
Перший поїзд пройшов через Перекопівку у 1888 році.
Перші поселенці віддавали перевагу місцевості поблизу Сули, пізніше — селилися ближче до залізниці і вздовж битого шляху, що ним їздили кінні з Ромна і Сум до Лохвиці, Пирятина, Києва. Цей шлях раніше називали Катерининським, бо по ньому проїжджала Катерина II оглядати свої землі. У її честь шлях був обсаджений дубами. Зараз дубів немає.
Поблизу Перекопівки знаходяться прилеглі хутори, назви яких утворилися від прізвищ перших поселенців. Хутір Бурбин походить від прізвища Бурба, Губський — від однойменного прізвища, Хмелів — від Хміль. Хутір Луциків у давнину мав іншу назву — Литвинків. Назва хутора і більшості його жителів дозволяє з великою ймовірністю вважати, що на цьому місці першими поселились вихідці з Литви, втікачі від панів. Інша назва хутора — Луциків — походить від імені Луцик — зменшеного від імені Лука.
Назви вулиць і кутків у селі також пов'язані з іменами і прізвищами тих, хто колись почав перший селитись на даній території. Жуківка походить від прізвища, поширеного й досі, Тягнибіда — від однойменного, Киктянка — від Кикоть. Новоселівкою назвали нову вулицю (поселення), що утворилося пізніше, ніж інші. П'ятихатки — куток, що складався з п'яти хат. Загайська — куток вулиці за гаєм, Горянка — місцевість на піщаних горбах. Берегова вулиця тягнеться над берегом, колись старим руслом річки Сули. Піски — продовження Берегової та Горянки над затоками Сули (тут піщаний ґрунт). Вулиця Валок отримала таку назву через те, що на ній жили сукновали; тут стояли валуші, на яких валяли сукно. Майфетівка одержала назву від прізвища Майфет.
Якщо етимологія попередніх топонімів прозора, то останній потребує роз'яснення. Прізвище Майфет явно не українське. У книзі О. Ющенка «Нев'янучий ромен-цвіт» ми натрапили на таке. О. Ющенка зацікавило це дивне прізвище відомого літературознавця, Григорія Майфета, уродженця Ромна, репресованого у 1937 р.
«Я … нагадав, що я з роменського краю і що вже знаю про його трагедію. — Так, Ромен моє місто народження…
Він згадав пам'ятник Шевченкові та його слова „Сулу в Ромні загатили тільки старшинами козацькими…“ — Мабуть, дивувались, що маю таке незрозуміле прізвище? Батько мій швед. Отож я з тих, що загинули під Полтавою. Разом з отими козацькими старшинами.»
О. Ющенко резюмує: «У сивій давнині його предка переховували люди роменського краю, одного з того шведського війська, що разом з Мазепою вело тяжку війну проти московського сатрапа, поневолювача вільнолюбного українського нараду.»
Село Перекопівка цікаве ще й тим, що в 1709 р., коли Петро I виграв битву зі шведами під Полтавою, тут стояли війська Карла XII. Переможені знайшли свій вічний спокій на нашій землі, і нам залишилися в пам'ять про минуле назви: куток Майфетівка, урочище Шведські Могили.
Нині могили розорані, одна з них була розрита через допитливість і цікавість наших предків, які шукали цінності в обладунках убитих.
Через Перекопівку протікає річка Сула. Колись вона була повноводною і судноплавною. Існує легенда, що колись тут потонув корабель. У Сулу впадають малі річки з прозорими назвами: Потічок, Чорна, Колода, Стара Ріжуваха, Нова Ріжуваха (від слова рогіз). Назва Оноївщина походить від прізвиська козака Оноя (Онисима), який поставив хату поблизу цієї річки.
Назва Біла Круча походить від того, що раніше тут був обривистий берег Сули, покритий товстим шаром білого піску. Потім ця поверхня заросла травою, сосною і стала улюбленим місцем відпочинку перекопівців. Кілька років тому сосни спиляли — і місце здичавіло.
Назви озер також говорить про прізвища тих, хто колись мав тут шмат землі: Ващенкове, Олійникове, Оноєве, Іщенкове. Максишків ставок походить від прізвища нашого хазяйновитого предка Максишка. Урочище Рокити походить від застарілого слова «рокита» — верба. Воно й нині потопає у вербах. Куликове урочище — від прізвища селянина Кулика.

## Історія
Перші відомості про село датуються кінцем XVI століття, коли по Сулі пролягав кордон між Московським князівством і феодальною Литвою, що захопила Переяславську землю, до якої належала й Роменщина.
Від тих часів у Перекопівці збереглися такі характерні козацькі прізвища: Тягнибіда, Шульга, Кривозуб, Криворотенко, Чуб, Суховій, Нудьга.
За часів Богдана Хмельницького та його наступників землі села разом з їх мешканцями масово віддавались у тимчасове володіння козацькій старшині як нагорода за військову службу. Після сметрі або усунення з посади володіння переходило до його наступника. Потім ці маєтності почали переходити в спадок.
До 1664 року село належало надвірному маршалку А. Казановському, а потім перейшло у володіння українсько-польського магната Яреми Вишневецького.
Про козацьке коріння Перекопівки свідчать документи Генерального слідства Лубенського полку. Зокрема, зазначається, що селом Перекопівка (20 дворів) володіють «бывшего полкового судіи Андрея Жуковського дети, Яков, Афанасий Жуковские по универсалу гетьмана Скоропадського, данному отцу их 1714г. за войсковые услуги».
У журналі «Український архів», том VI, поміщена копія листа гетьмана Павла Полуботка війтам і людям сіл Перекопівка і Волошнівка, які в 1722 році відмовилися відбувати повинності вдові полкового судді А. Жуковського Уляні. У ньому звучить вимога: «Посполитые должны послушенство и подданскую повинность отдавати по-прежнему. А который бы с вас, не оставляя легкомыслия и противности, был вперед ослушным, такого абы пан полковник лубенский, яко того полку начальник, велел смирити и наказати по надлежности.»
За ревізією 1729 року село налічувало 24 двори і належало до Глинської сотні.

### XIX століття
Після ліквідації полкового устрою та утворення в 1802 р. Полтавської губернії Перекопівка стала волосним селом Роменського повіту Полтавської губернії.
Заселення Перекопівки здійснювалося в основному за рахунок козаків, а також селян із Правобережної України, що тікали сюди від гніту польської шляхти.
Заснував село козак, поселившись тут із сім'єю поблизу мальовничої річки Сули. До цього місця прибували інші козаки і розселялись вздовж пологих берегів річки.
Перші відомості про церкву в Перекопівці відносяться до 1831 року. Спершу вона була дерев'яною. Кам'яна церква з дзвіницею в ім'я Покрови Пресвятої Богородиці була збудована в 1885 році. Тому в селі традиційно 14 жовтня на Покрову відбувається храмове свято. У церковній сторожці знаходилася церковноприходська школа.
На той час парафіян чоловічої статі було 2738 душ, жіночої статі — 2747. До парафії належали хутори: Бурбин, Губський, Артеполот, Анастасівка.
У церкві служили: Микола Симонович Антоненко, у сані священика з 1890 р. Петро Степанович Бариш — Тищенко, у сані священика з 1898 р. Церковний староста — козак Сидір Денисович Коваленко. Заштатний священик Семен — Тимофійович Браташевський.
1931 року храм закрили; хрести зняли і на церкві повісили червоний прапор. Приміщення почали використовувати як зерносклад. 1934 року церкву зруйнували, а цеглу використали для будівництва клубу і тротуару на вулиці Новоселівка.
У дореволюційний час 3 рази проводились подвірні переписи. Перший — 1888року. (Додаток 3).Перекопівка тоді була волосним селом з хуторами: Губський, Бурбин, Луциків, Шульжин, Крива Гребля, Анастасівка, Артеполот, Новопетрівка, Михайлівка, Парасковіївка, Вигода.
Переважна більшість господарств у селі була козацькими — 519, селянських — 8, міщанських — 16. Вигону було 170 десятин, 833 сажні; один — у селі, другий — поза селом. «Луги і плавні по річці Сула; вода стоїть до Трійці, косять траву на Спасівку, а в дощову осінь нічого не виходить». Управління залізниці Ромни — Кременчук заключило з громадою договір, за яким управління може брати з громадського вигону пісок для дороги протягом 10 років. За це громаді заплачено 2000 рублів.
Усього в селі мешкало 2880 душ. Народжуваність була дуже високою. Так, дітей до 7 років налічувалось 650. Грамотних чоловіків було 323, жінок — 4. Навчалося хлопчиків — 93, дівчаток — 2. Грамотні були у 224 господарствах.
Основними заняттями перекопівців було землеробство і тваринництво, однак розвивались і ремесла: у селі було 50 ткачів, 40 кравців, 50 шевців, 5 ковалів, 40 теслів, 2 пічники, 50 мірошників.
За переписом 1900 року в Перекопівці було 514 козацьких господарств, 23 господарства селян — власників. Чверть жителів мала від 3 до 6 десятин землі. Менше 1 десятини було в 49 господарів. Від 15 до 25 десятин — у двадцяти, від 25 до 50 — у п'яти. Понад 50 десятин мало два заможних господарі (разом 131 десятина орної землі).
Усього орної землі було 2348 десятин; 96 господарів мали разом 58 десятин лісу.
Сільська громада спільно користувалася вигонами площею 85 десятин.
В Перекопівці щорічно відбувався Іллінський ярмарок. Крім жвавої торгівлі, були розваги для дітей і молоді: звучав грамофон, було багато охочих покататись на каруселі. Три рази на тиждень (у понеділок, середу й суботу) відбувались базари. Приїжджали торгувати з Ромна, Москалівки, Анастасівки, Андріяшівки. З продуктів харчування великий попит мали цукерки, мед, пряники, гриби, олія, риба. За спогадами І. Ю. Терещенка, особливо смачними були бублики, які робили і продавали Зубачі, що одержали прізвисько Бублешники. Виробництво цієї смакоти вони тримали в секреті.
Найповніші статистичні відомості вміщує останній, третій, подвірно — господарський земський перепис 1910 року. За ним у Перекопівці нараховано 618 дворів, з яких 567 козацьких. У чужому житлі мешкало 24 людей. Загалом у селі проживало 3672 жителів, з яких були грамотними 993 чоловіки і 241 жінка.
Найбільші площі відводились під ячмінь (247 десятин), овес (245 десятин), просо (161 десятина), гречку (138 десятин), огородину (154 десятини). Більше сіяли озимої пшениці (8, 25), менше — ярої (1,75). Важливе місце займали технічні культури: коноплі (49,40) і льон (2,50). Під картоплю відводили 42,3 дес. орної землі.
Решту землі займав ранній пар, толока. Селяни вирощували також бобові, кукурудзу, цукрові та кормові буряки, баштанні культури.
Великої рогатої худоби було 1086 голів, утримувалось 415 коней, 987 поросят, 1358 овець і ягнят. І тільки 91 господарство не мало ніякої худоби. Крім того, селяни вирощували курей, качок, гусей та індиків.
Головним джерелом існування було хліборобство (326 господарств). Іншими сільськогосподарськими заняттями займалося 111 господарств. Неземлеробські заняття мало 157 господарств. До ремісницького стану відносилось 11 теслів, 2 чоботарі, 20 кравців, 2 ковалі, 20 ткачів, 2 бондарі, 2 колісники, 1 булочник.
Питанням забезпечення праці сільського населення займалося Полтавське губернське і Роменське повітове земства. Серед ремісницьких закладів була Перекопівська кошикарська майстерня.
Інтелігентні заняття мали 34 чоловіки і 1 жінка. На урядовій службі було 6 чоловік, службовців на залізниці — 5. Жили за рахунок капіталів від здачі землі і будинків 37 чоловіків і 15 жінок; на пенсію — 1 чоловік і 1 жінка.
На той час у Перекопівці було 45 вітряків, 2 кузні, 1 олійниця, 1 водяний млин, 3 лавки, селяни мали 89 віялок, 20 соломорізок, 2 молотилки. Було плугів залізних — 31, дерев'яних — 6. У 23 господарствах були бджоли. Рамочних вуликів мали 80, простих — 602.
Значна частина селян змушена була залишити рідні домівки і вирушати в далекі світи на заробітки. У літній час на далекі заробітки ходило 248 чоловіків і 83 жінки; у зимовий час — 108 чоловіків і 24 жінки.
Водночас у 9 господарствах були наймані робітники.
Козацьке походження сформувало особливий менталітет перекопівців. Старожили переповідають, що дівчата з Перекопівки не виходили заміж за парубків з Андріяшівки чи Андріївки, бо з дитинства батьки налаштовували, що не годиться козачкам виходити заміж за кріпаків. До речі, деякі сім'ї досі по-вуличному називають Козаками.

### XX століття
Перша радянська окупація розпочалась у січні 1918 року.
За роки Визвольних змагань у селі були більшовики, армія УНР, махновці, денікінці та загін Кирила.
У листопаді 1920 р. повстанцями відбувся напад однієї з банд на Перекопівський волвиконком.
Про це писалося в газеті «Голос селянина» від 24 листопада 1920 р.
«19 ноября 1920 года в 5 часов вечера вооружённая конная банда с 30 человек напала на Перекоповский волисполком, сожгла помещение исполкома и убила 6 человек служащих и 2-х милиционеров. Совершив своё гнусное дело, бандиты направились в Андрияшевку, где выбили окна и незначительно повредили помещение железнодорожного разъезда. Банда скрылась в направлении Гадячского уезда. Приняты меры к поимке бандитов».
У роки перших п'ятирічок Перекопівка була районним центром.
У 1929—1931 роках йшов процес примусової колективізації .У 1931 р. виник колгосп «1 Травня». Далі виник колгосп «17 партз'їзд ВКП(б)».
Напередодні війни в селі працювали: млини, цегельня, середня школа, лікарня на 45 ліжок з пологовим відділенням, амбулаторією, зубним та гінекологічним кабінетом і лабораторією.

### Голодомор та репресії
Найстрашнішим лихом наприкінці 1920-х — початку 1930-х років стало розкуркулення, колективізація, репресії. Унаслідок розкуркулення постраждало багато працьовитих селянських сімей, серед них Коваленки, Бабаки, Навроцькі. Так у будинку Коваленка була контора колгоспу «1 Травня», а пізніше — дитсадок. У будинку Бабака — ветлікарня. Будинки Бабака і Навроцького збереглися донині.
Важким наслідком процесу колективізації став голод 1932—1933 років.
За спогадами Омеляненко Варки Харитонівни, активісти відбирали в людей останні продукти, звозили їх за село у спеціальну викопану яму і охороняли від голодуючих.
Проте окремі члени партії протидіяли хлібозаготівлям "Председатель сельсовета Перекоповки, член КП(б)У Суркин говорил: «Если бы уменьшили план ещё на 50 %, тогда можно было бы бороться за его выполнение, а так бесполезно тратить силы, только наживем себе врагов».
У Постанові Бюро Роменського райпарткому про перебіг хлібозаготівель від 2 січня 1933 р. сказано: «За те, що тов. Юрченко, як уповноважений РПК, перебуваючи на селі Перекопівка, протягом грудня не організував більшовицької боротьби за хліб, а підпавши під куркульський вплив, фактично поставив під загрозу зриву хлібозаготівлю, відкликати його з села та справу про перебування членом партії передати до Рай КК.»
Голову колгоспу «12 — річчя Жовтня» села Перекопівка Мартиненка В. Д. звинуватили в тому, що він є співучасником чорносотенної організації « Союз Руського Народу».
Виходячи того, що в селі Перекопівка, як і в ряді інших сіл Роменського району, була велика кількість колгоспників та їх родин, пухлих від голоду, що загрожувало зриву закінчення весняної посівкомпанії та прополки буряків, президія Роменського райвиконкому від 20 травня 1933 р. постановила утворити харчовий фонд для допомоги пухлим від голоду. Характерно, що це постанова не підлягала оголошенню.

### Друга світова війна
12 вересня 1941 року селом оволоділи німці і пробули тут 730 днів. Нацисти грабували село, відбирали в людей корів, свиней; силоміць вивезли на каторжні роботи до Німеччини 229 чоловік. Понад 500 жителів Перекопівки були вояками Червоної Армії. 325 загинуло або пропало безвісти. 77 учасників Німецько-радянської війни нагороджено орденами та медалями.
9 жителів села, учасників антинацистського опору, було страчено гітлерівцями. Це: Бондаренко Іван Павлович, Глоба Фріда Йосипівна, Гулак Сергій Петрович Дудченко Павло Євтихійович, Офат Віра Артемівна, Пипко Наум Ксенофонтович, Суховій Ольга Калістратівна, Шульга Єлисей Васильович.
Радянські війська зайняли село 12 вересня 1943 року.
На увічнення пам'яті полеглих односельчан 16 вересня 1978 р. в центрі села встановлено меморіальний комплекс.
13 жовтня 1943 р. відновилося навчання в школі. Почалася відбудова зруйнованого нацистами села.

### Повоєнний час
У повоєнний час відновлено всі 3 колгоспи, які 11 липня 1950 р. було об'єднано в один — колгосп імені Жданова, який потім було реорганізовано в першу дільницю колгоспу імені Щорса, а згодом — у КСП «Перекопівське». Було розвинуте птахівництво. Працював колгоспний цегельний завод потужністю 1,5 млн штук цегли на рік. За досягнення в розвитку колгоспного виробництва 132 чоловіка нагороджено орденами і медалями, у тому числі орденом « Трудового Червоного Прапора» — комбайнер Б. М. Юденко, тракторист В. С. Омеляненко, свинарки М. К. Крупеня і Л. А. Жук, завідувач свиноферми Г. І. Чуб, завідувач відділення зв'язку В. П. Рог.
Головами колгоспу в повоєнний час були: Луцій І. П., Зінченко А. К., Валуєв М. А., Кобиш О. М., Федан В. Я., Якименко В. С.

## Населення
Нині в Перекопівці 451 двір, населення становить 1242 особи (всього на території сільради 1294 особи). Вищу й незакінчену вищу освіту мають 405 осіб (150 чоловіків і 225 жінок). Найбільша кількість населення (500 чоловік) віком від 40 до 59 років. 145 чоловіків і 245 жінок віком за 60 років. Дітей до 17 років — 189. Смертність переважає народжуваність, хоча з 2008 році іде тенденція до зменшення різниці.
Переважна більшість населення працює в приватному секторі (441 особа), у державному секторі — 74 особи.
Виїжджають на заробітки за межі України 10 осіб.
Національний склад однорідний: 1267 українців, 16 росіян, інших національностей — 11.
Українську мову називають рідною 1286 осіб.
- 1910 — 3672 жителів

### Мова
Розподіл населення за рідною мовою за даними :
| Мова       | Кількість | Відсоток |
| ---------- | --------- | -------- |
| українська | 1449      | 94.71 %  |
| російська  | 58        | 3.79 %   |
| румунська  | 17        | 1.11 %   |
| білоруська | 5         | 0.33 %   |
| болгарська | 1         | 0.06 %   |
| Усього     | 1530      | 100 %    |

## Освіта
Шкільна народна освіта в селі почалася з 2 пол. XIX ст. Спочатку заняття проводилося в селянській хаті. Дяк навчав читати, писати, Закону Божого.
У 1886-87 рр. частина землі с. Перекопівки була куплена генералом Ладанським (нині землі Новопетрівки). У 1890 р. він збудував для своїх селян невеликий будинок для школи. У ньому було 2 кімнати і навчалося понад 20 дітей. У 1893 р. була відкрита церковнопарафіяльна школа, а в 1906 р. для неї спорудили приміщення. Попечителем щколу був надвірний радник Євстафій Навроцький. Із 1901 року школу очолив наставник та законовчитель священник з 19-річним педагогічним стажем отець Петро Бариш-Тищенко, який закінчив духовну семінарію. У ній навчалося понад 45 учнів, а школа, яка існувала до того часу, була перейменована в двокласне міністерське училище.
Перший випуск двокласного міністерського училища відбувся в 1904 р. У 1916 році тут навчалися 7 хлопчиків та 95 дівчаток. У першому класі навчалося три групи, а в другому — дві. Це училище існувало до перевороту 1917 р.
У революційний 1905 р. селяни на сходці постановили побудувати в селі на свої власні кошти школу, але, почавши це будівництво, не довели його до кінця, бо не вистачило коштів. У 1907 р. земство закінчило будувати школу. (Додаток 9).
Зі спогадів колишньої вчительки Шульги Векли Михайлівни ми дізналися, що в церковноприходській школі працювало подружжя Абрамових. У першому класі було 56 учнів. Учили читати, писати, Закону Божого, церковнослов'янську мову. У 3-му класі кожен учень повинен був уміти читати Псалтир.
У міністерському училищі вивчали граматику, географію, історію, природознавство. Арифметику вивчали за підручниками Верещагіна, Малініна і Буреніна.
Після закінчення міністерського училища вищу освіту здобули:
- вчителі — Бурба Марія Несторівна, Шульга Векла Михайлівна, Кривцун Ганна Макарівна, Божко Ольга Павлівна;
- лікарі — Офат Володимир Євдокимович, Литвинко Петро Ілліч;
- Божко Марія Павлівна — еколог, доктор біологічних наук;
- Божко Григорій Павлович — доктор с/г наук.

Такі вчителі, як Руденко, Прядка, Даценко організовували співочі гуртки, де вивчали народні пісні в записах видатних українських композиторів М.Лисенка і М. Леонтовича.
Після 1917 р. в Перекопівці була відкрита вища початкова школа, а в 1920 р. вона була реорганізована у трудову семирічку з сільськогосподарським ухилом. Її організатором був Божко Олексій Гнатович.
У двадцяті роки в школі працювали вчителі: Каневська Н. В., Музиря І. Я., Коробка Ф. П., Бурба М. Н., Офат О. Є., Шульга В. Ф., Гулак К. Д. (батько Гулака Ю. К.)
У 1924 р. під керівництвом учителів було посаджено фруктовий сад, плодами якого смакують перекопівці і нині.
У 1935 р. Перекопівська семирічка була реорганізована в середню. До війни було зроблено 4 випуски (183 учні).
Через місяць після звільнення села від німецько-нацистських загарбників — 13 жовтня 1943 року — школа розпочала роботу. (Додаток 10). Правда, в 10 класі було всього 10 учнів. Бібліотека була розграбована, двоповерхове приміщення зруйноване.
У 1950 р. під керівництвом директора школи Проходи К. М. учителі, учні та батьки відремонтували двоповерхову школу.
У 1957 р. у школі було 650 учнів, із них відмінників — 45, 450 учнів, що вчились на «4» і «5». Не встигало 2 учні.
Цього ж року за допомогою учнів було побудовано шкільну майстерню, посаджено фруктовий сад на площі 1 га, розповсюджено літератури на 370 крб., вирощено 1576 штук кролів, зібрано металобрухту 5 т. 850 кг, макулатури — 680 кг, ганчір'я — 985 кг.
Учні разом із учителями зібрали в колгоспі ім. Жданова кукурудзи на площі 23 га, картоплі — на площі 10 га, помідорів — 122 ц.
У післявоєнний період директорами були: Прохода Кость Мусійович, Кущ Марко Кирилович, Сеник Володимир Андрійович, Тихенко Михайло Мефодійович, Корінь Борис Григорович, Юденко Валентина Борисівна, Білоус Ольга Павлівна.
Великого розквіту досягла школа, коли її директором був Тихенко Михайло Мефодійович (1963—1974 рр.)
Під його керівництвом було створено зразковий методичний кабінет, побудована теплиця, майстерні, зроблений капітальний ремонт будинку № 1. Завдяки наполегливості Михайла Мефодійовича, який з приводу необхідності побудови нової школи звертається до Ради Міністрів України, у 1974 р. було відкрито типову двоповерхову школу на 400 місць. (Додаток 11). Жителі Перекопівки вдячні цьому відповідальному, тактовному, ерудованому, чуйному, талановитому Вчителю, який і нині, у свої поважні 94 роки передає молодшому поколінню знання про історичне минуле рідного краю.
З 1991 р. школу очолює Оніщенко В. Є., заступником з навчально-виховної роботи є Бойко Н. О.
У школі обладнано 15 кабінетів, комп'ютерний клас, спортивний зал, їдальню, бібліотеку, спортивні майданчики. У 2010 р. відкрито музей села.
У 2010—2011 н. р. у Перекопівській ЗОШ І-ІІІ ступенів здобувають освіту 110 учнів. Їх навчають 19 учителів, двоє мають педагогічне звання «Старший учитель» (Н. І. Байдик, Н. І. Кроль). Звання «Заслужений учитель України» удостоєна Корінь М. П.(нині на заслуженому відпочинку). Педагогічний і учнівський колективи школи продовжують підтримувати добрі традиції старшого покоління.

## Медицина
Перекопівська лікарня була відкрита в травні 1929 року. Першим головним лікарем був Панташенко Дмитро Іванович.
У 1931 р. лікарня розширена до 40 ліжок. В штаті були лікар Готлімбой Ізраїль Леопольдович та 6 медичних сестер.
У 1949 р. лікарню прийняв лікар-хірург В. А. Гавриленко. Перекопівці пам'ятають лікарів-стоматологів: Потапову Ольгу Кирилівну і Блінова Миколу Васильовича, головних лікарів: Носика Сергія Івановича і Проходу Івана Леонтійовича.

## Інфраструктура
Функціонує Перекопівська амбулаторія загальної практики — сімейної медицини, де медичні послуги населенню надають 18 чоловік медичного персоналу, у тому числі 2 лікарі сімейної медицини: Юрова А. В., Пишна Н. В. і 1 лікар-стоматоло, Кульчій М. П., який з 1993 року очолює лікарню.
Є будинок культури на 450 місць, але він не отоплюється, потребує капітального ремонту.
Також є дитячий садок, філія Біловодської музичної школи, філія ДЮСШ ім. Калнишевського.
Функціонують 2 аптеки, філія ощадбанку, відділення зв'язку, ветеринарна лікарня, Перекопівська дільниця Роменського УЕГГ, Перекопівське споживче товариство. Торгові послуги населенню сільської ради надають 5 магазинів, 2 кафе.
Забезпечено залізничне й автобусне транспортне обслуговування. Через село проходить залізнична лінія Бахмач-Кременчук та автошлях Суми-Київ.
Село телефонізоване і газифіковане. Працює 4 селянських фермерських господарства.

## Відомі люди
Багата Перекопівська земля на людей, які талановитістю, працелюбністю прославили свій край.
- Потебня Андрій Опанасович — революціонер, народився в Перекопівці у дворянській родині. Дід Андрія Івановича, запорізький козак, одержав ще у XVIII ст. дворянство. На військовій службі у Польщі зблизився з польськими революціонерами, створив підпільну організацію і загинув під час польського повстання 1863 р. в бою з російськими військами на 25-му році життя під гаслом «За нашу і вашу свободу». Андрій Потебня був другом Гарібальді, Мадзіні, Герцена, Огарьова, Домбровського, і про його загибель багато писала тогочасна європейська преса.
- Барвінський Василь Миколайович (10. 02. 1940 р.). Кандидат медичних наук з 1989 року. Викладає в Дніпропетровському медичному інституті. Автор близько 70 наукових праць.
- Божко Марія Павлівна (1895 р. н. — 1986). Ентомолог, доктор біологічних наук з 1962 року, професор з 1964 року. Закінчила в 1928 році Харківський ІНО. Працювала професором Харківського державного університету. Автор близько 50 наукових праць з проблем екології, фауністики, еволюційної морфології.
- Гулак Юрій Костянтинович (*11 червня 1927 року — † 19 жовтня 2001 року) — відомий український астрофізик, теоретик, викладач. Автор більше 50 наукових праць. Відомий у світі доведенням ЄДИНОЇ сутності механіки космічних і атомних планетарних систем (класичної і квантової теорії).
- Залужний Андрій Миколайович (1996—2023) — солдат збройних сил України, учасник російсько-української війни.
- Корінь Міла Пилипівна (04. 07. 1940 р., м. Житомир). Заслужений учитель УРСР з 1981 року. Народилася у сім'ї військовослужбовців. В 1962 році закінчила Українську сільськогосподарську академію (Київ), в 1967 році — Сумський ДПІ ім. Макаренка. З 1964 року — вчитель хімії та біології Лук'янівської СШ Київської області, з 1973 року — Перекопівської ЗОШ І-ІІІ ступенів.
- Самохін Микола Петрович (19.12.1942 (запис про народження від 11.01.1943) — 04.11.2009) — художник, член громадського осередку «Роменська палітра», активний громадський діяч, почесний громадянин міста Ромни, відомий своїми мальовничими пейзажами околиць села Перекопівка та Ромен.
- Тимко Валентин Іванович (28. 01. 1949 р. н.). Генерал-полковник. Народився у селянській сім'ї. Закінчив військове училище. Служив у Київському військовому окрузі, на Далекому Сході, у Центральній групі військ. Закінчив в 1980 році Академію бронетанкових військ, 1992 році — Академію Генштабу. Проходив військову службу на багатьох посадах, у тому числі начальника штабу — першого заступника командуючого військами Південного оперативного командування ЗС України.
- Троценко Микола Андрійович (* 1938) — український художник.
- Шовкопляс Ілля Петрович (1927—2016) — ветеран білоруського боксу, неодноразовий чемпіон Республіки Білорусь. Найсильніший боксер у важкій вазі СРСР.
- Кавалерідзе Іван Петрович (1887—1978) — український скульптор, кінорежисер, драматург, сценарист, художник кіно. Був охрещений у Покровській церкві села Перекопівка.